# 1436
1436. је била проста година.

## Рођења
- Википедија:Непознат датум — Шејк Хамдулах, арапски калиграф (умро 1520)
- Википедија:Непознат датум — Хернандо дел Пулгар, шпански писац

## Смрти
- Википедија:Непознат датум — Кази Задех, персијски математичар (рођен 1364)